# Intel 4040
El microprocessador Intel 4040 va ser el successor de l'Intel 4004. Va ser introduït en 1974. The 4040 employed a 10 μm silicon-gate enhancement load PMOS technology, fet amb 3.000 transistors i podia executar aproximadament 60.000 instructions per second.

## Noves característiques
- Interrupt
- Single Step

## Extensions
- Repertori d'instruccions ampliat a 60 instruccions.
- Memòria de programa ampliada a 8 Kbytes.
- Registres ampliats a 24.
- Pila de crides ampliada a 7 nivells de profunditat.

## Dissenyadors

i4040 microarquitectura.

Federico Faggin va proposar l'arquitectura, i també va ser qui va conduir el projecte. Tom Innes fou qui el va acabar.

## Nous xips suportats
- 4201 - Generador de rellotge d'entre 500 i 740 kHz utilitzant cristalls d'entre 4 i 5.185 MHz
- 4308 - ROM d'1 Kbyte
- 4207 - Port de sortida de mida byte de propòsit general
- 4209 - Port d'entrada de mida byte de propòsit general
- 4211 - Port d'entrada/sortida de mida byte de propòsit general
- 4289 - Interfície de memòria estàndard (reemplaça al 4008/4009)
- 4702 - UVEPROM de 256 bytes
- 4316 - ROM de 2 Kbytes
- 4101 - RAM de 256 nibbles (4 bits).
- 4002 - RAM de 320 bits (80 x 4) i 4 sortides discretes.